# Olmito, Texas
Olmito, Texas (енгл. Olmito) насељено је место без административног статуса у америчкој савезној држави Тексас.

## Демографија
По попису из 2010. године број становника је 1.210, што је 12 (1,0%) становника више него 2000. године.
| Група             | 2000.         | 2010.         |
| Белци             | 42 (3,5%)     | 44 (3,6%)     |
| Афроамериканци    | 0 (0,0%)      | 7 (0,6%)      |
| Азијати           | 0 (0,0%)      | 0 (0,0%)      |
| Хиспаноамериканци | 1.156 (96,5%) | 1.159 (95,8%) |
| Укупно            | 1.198         | 1.210         |